# ON THE ROAD 2001
『ON THE ROAD 2001』（オン・ザ・ロード 2001）は、2002年7月31日に発売された浜田省吾3作目の映像作品。

## 概要
1998年から2001年まで4年間にわたって開催され、延べ198公演で60万人を動員した世紀を跨いだロング・ツアー「ON THE ROAD 2001」の映像集。浜田の映像作品としては『ROAD OUT "MOVIE"』以来6年振りの発売となる。
本作はDVD2枚・CD1枚のCD-BOX型の三方背BOX仕様。
初回盤のみ本人弾き語りを含むレアトラック3曲を収録した8cm CD付のダブルアマレイケース2個を三方背BOXでパッケージした豪華特殊仕様で発売された。初回盤は予約受付段階でほぼ完売状態となり、約5万セットを売上。
Disc.1は1998年から2000年のホールツアー、1999年夏の野外コンサートからの映像を収録。Disc.2は2001年のアリーナツアー、2002年1月に特別公演として開催された20年振りの日本武道館公演からの映像を収録。
ライブ映像以外のコンテンツは、198公演すべてのセットリストや舞台裏のドキュメント、コンサートで流されたショート・フィルムなど、多数の特典映像と膨大なデータが収録されている。編集段階でDVDに最大収録容量を超えたため、当初の発売予定日（7月24日）から1週間発売を延期された。
音楽評論家の渋谷陽一と佐伯明の2人がライナーノーツを寄稿している。

## 収録曲

### Disc.1（DVD）
『THE MONOCHROME RAINBOW / LET SUMMER ROCK'99』
- 本編

1. "Blue Sky"(Instrumental)
2. Part of "Midnight Cab"1(ショート・フィルム)
3. モノクロームの虹
4. 二人の絆
5. さよならゲーム
6. 君がいるところがMy sweet home
7. Because I love you
8. Part of "Midnight Cab"2(ショート・フィルム)
9. 東京
10. 土曜の夜と日曜の朝
11. SWEET LITTLE DARLIN'
12. Part of "God's Little Helper"(ショート・フィルム)
13. Prologue of "Let Summer Rock '99"
14. 勝利への道
15. 八月の歌
16. 青の時間
17. 星の指輪
18. 詩人の鐘
19. DANCE
20. 境界線上のアリア
21. 二人の夏
22. 恋は魔法さ
23. 家路

- AND SUPPLEMENTAL DATA & VISUAL(特典映像)

### Disc.2（DVD）
『THE SHOGO MUST GO ON』
- 本編

1. "There's No Business Like Show Business"
2. 青空
3. …to be "Kissin'you"
4. LOVE HAS NO PRIDE
5. GIVE ME ONE MORE CHANCE
6. 真夏の路上
7. 午前4時の物語
8. あい色の手紙
9. 彼女
10. A NEW STYLE WAR
11. 愛の世代の前に
12. J.BOY
13. 日はまた昇る
14. 朝からごきげん
15. Walking in the rain
16. あばずれセブンティーン
17. 演奏旅行
18. ラストダンス
19. "Blue Sky"(Instrumental)

- AND SUPPLEMENTAL DATA & VISUAL(特典映像)

### Disc.3（CD）
『LAST DANCE FOR YOU』
1. 路地裏の少年
2. 終りなき疾走
3. Walking in the rain
4. 朝からごきげん
5. 悲しみは雪のように
6. あばずれセブンティーン
7. 演奏旅行
8. 土曜の夜と日曜の朝
9. モダンガール
10. ON THE ROAD
11. Midnight Blue Train
12. ラストダンス

### Disc.4（8cm CD：初回盤のみ）
『SONGS OF GRATITUDE』
1. ロマンスブルー
2. もうひとつの土曜日
3. Midnight Flight-ひとりぼっちのクリスマス・イブ-

## 参加ミュージシャン
バンドメンバー
- 浜田省吾 - Vocal, Guitar & Harmonica
- 町支寛二 - Guitar & Backing vocal
- 水谷公生 - Guitar
- 岡沢茂 - Bass & Backing vocal
- 小島良喜 - Piano & Backing vocal
- 福田裕彦 - Synthesizer & Backing vocal
- 古村敏比古 - Saxophone, Flute & Backing vocal
- 大久保敦夫 - Drums
- 長谷部徹 - Drums

ストリングス
（ザ・芸者ストリングス）
- 矢野晴子 - Violin
- 岩戸有紀子 - Violin
- 大沼幸江 - Viola
- 船田裕子 - Cello